# Kelly Hansen
Kelly Hansen (Hawthorne, California, 18 de abril de 1961) es un cantante estadounidense, reconocido por ser el actual cantante principal de la banda de rock Foreigner. Comenzó su carrera como cantante de estudio independiente. Más tarde conoció al guitarrista Robert Sarzo y al bajista Tony Cavazo (hermanos de Rudy Sarzo y Carlos Cavazo, respectivamente, miembros de Quiet Riot), con quienes formó la banda de hard rock Hurricane en 1984. La banda alcanzaría cierto éxito comercial moderado a lo largo de la década de 1980 y hasta la década de 1990. Sin embargo, el sello discográfico de Hurricane se declaró en quiebra en 1991 y la banda se disolvió poco tiempo después.
Hansen continuó haciendo música, grabando como cantante de sesión para muchos proyectos, incluidos Slash's Snakepit, Fergie Fredriksen, Don Dokken y Bourgeois Pigs. En 1998 Hansen se unió a la banda Unruly Child reemplazando al vocalista Mark Free. Unruly Child grabó un nuevo álbum que se lanzó a principios de 1999. El año 2001 vio el regreso de Hurricane con una alineación alterada y un nuevo álbum, Liquifury. En 2003, Hansen unió fuerzas con Fabrizio Grossi y grabó un álbum homónimo bajo el nombre de la banda Perfect World. Hansen luego se unió a Foreigner en 2005 después de que Lou Gramm se retirara en 2003 debido a conflictos continuos con Mick Jones.

## Discografía

### Con Hurricane
- Take What You Want (1985)
- Over The Edge (1988)
- Slave to the Thrill (1990)
- Liquifury (2001)

### Con Air Pavilion
- Sarrph Cogh (1994)
- River/Life (1999)

### Con Unruly Child
- Waiting for the Sun (1999)

### Con Stuart Smith
- Heaven and Earth (1999)

### Con Tim Donahue
- Into The Light (2000)

### Con Perfect World
- Perfect World (2003)

### Con Foreigner
- Extended Versions (2006)
- No End in Sight: The Very Best of Foreigner (2008)
- Can't Slow Down (2009)
- Extended Versions II (2011)
- Acoustique The Classics Unplugged (2011)